# Canton de Larochebeaucourt
Le canton de Larochebeaucourt est un ancien canton français du département de la Dordogne. Il faisait partie du district de Nontron. Le canton avait pour chef-lieu Larochebeaucourt (aujourd'hui La Rochebeaucourt-et-Argentine).

## Histoire
Le canton de Larochebeaucourt est créé en 1790 sous la Révolution en même temps que les départements. Il dépend du district de Nontron jusqu'en 1795, date de suppression des districts.
Lorsque ce canton est supprimé par la loi du 8 pluviôse an IX (28 janvier 1801)  portant sur la « réduction du nombre de justices de paix », une de ses communes (Connezac) est rattachée au canton de Nontron, les six autres étant rattachées au canton de Mareuil ; ces deux cantons dépendent alors de l'arrondissement de Nontron.

## Composition
Il était composé des sept communes suivantes :
- Argentine[2] ;
- Baussac[3] ;
- Connesac[4] ;
- Ladausse[5] ;
- Les Granges[6] ;
- Larochebeaucourt[1] ;
- Puirenier[7].